# دارا فريدمان
دارا فريدمان (بالإنجليزية: Dara Friedman)‏ هي فنانة أمريكية، ولدت في 1968.